# Nguyễn Văn Hòa (kiểm sát viên)
Nguyễn Văn Hòa (sinh năm 1965) là kiểm sát viên cao cấp người Việt Nam. Ông hiện giữ chức vụ Viện trưởng Viện kiểm sát nhân dân tỉnh Tiền Giang. Ông từng là Phó Viện trưởng Viện kiểm sát nhân dân cấp cao tại Đà Nẵng.

## Tiểu sử
Nguyễn Văn Hòa là Đảng viên Đảng Cộng sản Việt Nam.
Ngày 25 tháng 6 năm 2012, Chủ tịch nước Trương Tấn Sang ký Quyết định số 885/QĐ-CTN bổ nhiệm chức danh Kiểm sát viên Viện kiểm sát nhân dân tối cao cho ông Nguyễn Văn Hòa.
Chiều ngày 28 tháng 8 năm 2015, Nguyễn Văn Hòa, Kiểm sát viên cao cấp, Trưởng phòng Vụ Kiểm sát giải quyết các vụ, việc dân sự, hôn nhân và gia đình, được Phó viện trưởng Viện trưởng Viện KSND Tối cao Bùi Mạnh Cường trao quyết định bổ nhiệm giữ chức vụ Phó Viện trưởng Viện KSND cấp cao tại Đà Nẵng nhiệm kỳ 5 năm kể từ ngày 1 tháng 9 năm 2015.
Kể từ ngày 15 tháng 7 năm 2017, Nguyễn Văn Hòa, Phó Viện trưởng Viện kiểm sát nhân dân cấp cao tại Đà Nẵng, được Viện trưởng Viện kiểm sát nhân dân tối cao Việt Nam bổ nhiệm giữ chức vụ Viện trưởng Viện kiểm sát nhân dân tỉnh Tiền Giang nhiệm kì 5 năm theo Quyết định số 26/QĐ-VKSTC ngày 30/6/2017.
Tháng 7 năm 2018, Nguyễn Văn Hòa là Nguyễn Văn Hòa, Bí thư Ban Cán sự Đảng, Viện trưởng VKSND tỉnh Tiền Giang.